# 아거스타 에바 에를렌드도티르
아거스타 에바 에를렌드도티르(Ágústa Eva Erlendsdóttir, 1982년 7월 28일 ~ )는 아이슬란드의 배우, 가수, 영화배우, 음악가이다.
레이캬비크에서 태어났다.

## 영화
- 아이리멤버유 (2017년) - 리프 역
- 브레이브 맨즈 블루드 (2015년)
- 폴라이트 피플 (2011년)
- 시티 스테이트 (2011년)
- Bjarnfredarson (2009년)
- 에픽 페일 (2009년)
- 결혼식 소동 (2008년)
- 숨겨진 살인 (2006년)